# Ceylalictus desertorum
Ceylalictus desertorum är en biart som först beskrevs av Blüthgen 1925.  Ceylalictus desertorum ingår i släktet Ceylalictus och familjen vägbin. Inga underarter finns listade i Catalogue of Life.